# Михалківський скарб
Михалківський скарб — скарб золотих прикрас VIII—VII ст. до н. е., виявлений у розмивах річки Нічлави поблизу села Михалків Тернопільської області у 1878 і 1897 роках.

## Історія знахідки
З розповіді Тамари Сис, знавця історії Тернопільщини: «…Зранку, як завжди, хлопченята пасли худобу. Щоб не скучати, грали в «цурки». Один хитрун став дурити партнерів, приписуючи собі більше виграшів, як це було. Гравцям надокучила брехня, вони нахабі вкресали по загривку і вигнали з гри. Щоб швидше пробіг час, вигнанець став палицею копирсатись у піску. Враз щось блиснуло, і з'явився на поверхні землі золотий ритончик. Від несподіванки хлопці враз забули про цурку і кинулися допомагати брехунцеві. Видобули ще дві посудинки, додому поверталися з радісним галасом, крутячи на палицях свої здобутки. Тут закричали матері: — Йой, що то є! Це десь злодії церкву чи костьол обікрали та заховали. Несіть зараз же туди, де взяли, і закопайте, бо як злодій узнає, то вас повбиває і село спалить. Налякані діти відразу виконали наказ старших. Але ж чутка має довгі ноги. Скоро вона дійшла до Львова, а там до Відня — столиці імперії. Ще й тижня не минуло, а до Михалкова вже прибула археологічна експедиція…». За іншими даними (часопис «Літопис Борщівщини». — № 2) скарб у 1878 році знайшли Катерина та Настя Данильчук на пасовищі Передолина на правому березі Нічлави. Більша частина скарбу потрапила до музею Дідушицьких у Львові. У 1897 році в Михалкові цілеспрямовано шукали скарб С. Руссак, М. Стрижибовт та В. Лакустяк. Знайдені золоті речі розхапали місцеві жителі, які спостерігали за роботою археологів. Більша частина речей потрапила до лихварів і частково була переплавлена на зливки.

## Відомості
Михалківський скарб не має рівних собі за цінністю серед подібних скарбів у всьому Карпато-Дунайському басейні. Скарб складався із золотих речей і важив 7 кг. Серед ритуальних речей у скарбі були: діадема з золотої бляхи (за деякими версіями, корона Дарія Великого), багато застібок (фібул), кілька браслетів, круглих блях (фалярів), ґудзиків, золоті зображення вовків і ін. Деякі предмети мають повну аналоґію з прикрасами гальштатського типу з золотих скарбів Угорщини.

## Доля скарбу
Австро-угорський уряд дозволив залишити михалківський скарб у Львові. Спочатку він був окрасою колекцій графа Володимира Дідушицького, а пізніше, до 1940 року зберігався у львівському історичному музеї. 1940 року скарб вивезли до Москви. Подальша доля скарбу невідома. Збереглися гальванічні відбитки (експонуються у львівському історичному музеї), та світлини скарбу.
Багато речей з Михалківських скарбів потрапило до приватних колекцій, а також в музеї Відня, Будапешта і Берліна. Наприклад, у Природничому музеї у Відні зараз зберігається одна ціла мисочка-чара і два уламки іншої, манжетовидний браслет, звій тонкого дроту, 207 намистин, великий дармовис у вигляді оберненої пірамідки з кулькою внизу, одна ціла прикраса у вигляді нашивної бляхи і три уламки іншої (Пастернак. — 1961. — С. 442. — список за автопсією Я. Пастернака).